# 七星聚会
七星聚会，又名七星拱斗、七星同庆、七星曜彩、七星棋、江湖七星、大七星等，因為紅黑雙方各有七子。象棋「四大江湖名局」之一，有象棋“残局之王”之称。清代出版的棋谱，如《心武残编》、《竹香斋》、《渊深海阔》等，都有收录此局。因此局面中红黑双方各有七枚棋子，故名“七星”。
七星聚會的紅方一路兵有兩種擺法：一種是擺在兵行線上（開棋位置），如《心武殘編》、《蕉窗逸品》；另一種是擺在河界線上（前進一步，如右圖），如《百局象棋譜》、《竹香齋象戲譜》、《淵深海闊象棋譜》。兩種擺法的基本著法相似，只是前者稍微複雜一些，民間棋局大多採用此一擺法。

## 特点
此排局造型美觀，同時變幻萬千，處處暗藏殺機。红方看似有取胜之机，但实际上並非如此，稍有不慎便会中招反被黑方將死。
例如：
1. 炮二平四（将） 卒５平６
2. 伡二进九（将）

走到这里如右圖，红方第一步棄炮將軍是正著，但第二步貌似已绝杀了黑方，卻被黑方一着象５退７解殺還殺。
此局著重車與兵卒的配合運用技巧，尤其到脫帽之後。當紅方走出正著，黑方也不敢輕舉妄動。雙方互相牽制，解殺還殺，可以形成和棋。

## 影响
1916年，丹麦象棋爱好者查尔斯·克莱恩（Charles Kliene）将此排局及其排局的各个变例翻译成英文传入西方。
中国大陆首次举办中国象棋国际邀请赛时，亦将该赛事命名为“七星杯”。在中国大陆的街头，也有人摆设“七星聚会”的赌局，与过路者对弈而赚取钱财。